# Egon VIII di Fürstenberg-Heiligenberg
Conte Ernesto Egon di Fürstenberg-Heiligenberg (Spira, 21 marzo 1588 – Costanza, 24 agosto 1635) è stato un nobile e generale tedesco durante la guerra dei trent'anni.

## Biografia
Ernesto Egon era figlio del conte Federico di Fürstenberg-Heiligenberg (1563-1617) e della contessa Elisabetta di Sulz (1562/63-1601).
Salito al trono comitale alla morte del padre, dal 1635 resse la propria carica con i figli Ferdinando Federico Egon e Ermanno Egon, date le sue frequenti assenze a causa di impegni militari. Questi suoi due figli saranno anche i suoi successori, alla sua morte.
Fu a capo della Lega cattolica bavarese nell'ambito della Guerra dei Trent'anni. Firmò l'atto di restituzione del 1631 tra Francia e Württemberg.. Assieme a Johann von Aldringen fu presente, sempre nel 1631, al Trattato di Cherasco e dopo alle battaglie combattute nel Württemberg. Il 14 settembre 1631 fu al fianco di Tilly presente negli scontri a Lipsia.

## Matrimonio e figli
Ernesto Egon sposò la Contessa Anna Maria di Hohenzollern-Hechingen (1603-1652) a Hechingen, il 9 giugno 1619, figlia di Giovanni Giorgio di Hohenzollern-Hechingen. Da questo matrimonio nacquero i seguenti eredi: 
- Eleonora (1620-morta in giovane età)
- Elisabetta (1621-1662), sposò Ferdinand d'Aspremont, conte di Lynden e Reckheim
- Ferdinando Federico Egon (1623-1662), conte di Fürstenberg-Heiligenberg, sposò Francesca Elisabetta di Montrichier
- Leopoldo Luigi Egon (1624-1639)
- Francesco Egon (1626-1682), vescovo di Strasburgo
- Ermanno Egon, (1627-1674), Langravio di Fürstenberg, sposò la contessa Francesca di Fürstenberg-Stühlingen
- Guglielmo Egon (1629-1704), cardinale e vescovo di Strasburgo
- Ernesto Egon (1631-1652)
- Maria Francesca (1633-1702), sposò Volfango Guglielmo del Palatinato-Neuburg, ed alla morte di questi il margravio Leopoldo Guglielmo di Baden-Baden
- Anna Maria (1634-1705), sposò il conte Ferdinando Carlo di Löwenstein-Wertheim-Rochefort

## Ernesto Egon di Fürstenberg-Heiligenberg neI Promessi sposi
Ernesto Egon di Fürstenberg-Heiligenberg è citato ne I promessi sposi al capitolo XXX:
(Alessandro Manzoni, I promessi sposi, cap. XXX, 220-225)